# جهادآباد (شاهین‌شهر)
جهادآباد، روستایی در دهستان برخوار غربی بخش مرکزی شهرستان شاهین‌شهر در استان اصفهان ایران است. این روستا، مرکز دهستان برخوار غربی است.مردم این روستا جزء اقوام لر بختیاری هستند.

## جمعیت
بر پایه سرشماری عمومی نفوس و مسکن در سال ۱۳۹۵، جمعیت این روستا برابر با ۱٬۳۴۷ نفر (۴۱۵ خانوار) بوده است.